# Santiago Moreno
Santiago Moreno (Cali, Colombia; 21 de abril de 2000) es un futbolista colombiano que juega de extremo en el Fluminense Football Club de la Campeonato Brasileño de Serie A de Brasil.  

## Trayectoria

### América de Cali
Formado en las divisiones menores del América de Cali, debutaría el 13 de marzo de 2019 por la Copa Colombia venciendo 2-0 al Deportivo Pasto. El 10 de octubre, marcaría su primer gol profesional ante el Unión Magdalena en el tiempo añadido de la segunda parte. El 17 de septiembre de 2020 debutó en la Copa Libertadores 2020, marcando en la derrota 4-3 ante Internacional por la fase de grupos.

### Portland Timbers
El 29 de julio de 2021, Moreno fichó por el Portland Timbers de la Major League Soccer.
Anotó su primer gol en el club el 4 de diciembre de 2021 en los playoffs de la Copa MLS 2021 al Real Salt Lake.
Santi dejó la equipo norte americana después de 146 partidos con el equipo, con 22 goles marcados y 31 asistencias.

### Fluminense
El Fluminense fichó al Santiago Moreno que militaba en el Portland Timbers, el 12 de agosto, firmó un contrato indefinido con el Tricolor hasta finales de 2029. Vestirá la camiseta número 30. Fuentes vinculadas a la directiva de Flu informaron que la negociación ronda los 5 millones de dólares.

## Estadísticas
| Club                            | Div           | Temporada     | Liga  | Liga  | Liga   | Copa  | Copa  | Copa   | Internacional | Internacional | Internacional | Total | Total | Total  |
| Club                            | Div           | Temporada     | Part. | Goles | Asist. | Part. | Goles | Asist. | Part.         | Goles         | Asist.        | Part. | Goles | Asist. |
| ------------------------------- | ------------- | ------------- | ----- | ----- | ------ | ----- | ----- | ------ | ------------- | ------------- | ------------- | ----- | ----- | ------ |
| América de Cali · Colombia      | 1ª            | 2019          | 5     | 1     | 0      | 1     | 0     | 0      | —             | —             | —             | 6     | 1     | 0      |
| América de Cali · Colombia      | 1ª            | 2020          | 17    | 2     | 2      | 4     | 1     | 0      | 4             | 1             | 0             | 25    | 4     | 2      |
| América de Cali · Colombia      | 1ª            | 2021          | 19    | 4     | 4      | —     | —     | —      | 7             | 2             | 0             | 26    | 6     | 4      |
| América de Cali · Colombia      | Total club    | Total club    | 41    | 7     | 6      | 5     | 1     | 0      | 11            | 3             | 0             | 57    | 11    | 6      |
| Portland Timbers Estados Unidos | 1ª            | 2021          | 17    | 1     | 2      | —     | —     | —      | —             | —             | —             | 17    | 1     | 2      |
| Portland Timbers Estados Unidos | 1ª            | 2022          | 34    | 7     | 6      | 1     | 0     | 0      | —             | —             | —             | 35    | 7     | 6      |
| Portland Timbers Estados Unidos | 1ª            | 2023          | 31    | 3     | 6      | 2     | 0     | 0      | 3             | 0             | 0             | 36    | 3     | 6      |
| Portland Timbers Estados Unidos | 1ª            | 2024          | 32    | 6     | 9      | —     | —     | —      | 3             | 1             | 0             | 35    | 7     | 9      |
| Portland Timbers Estados Unidos | 1ª            | 2025          | 18    | 4     | 4      | —     | —     | —      | —             | —             | —             | 18    | 4     | 4      |
| Portland Timbers Estados Unidos | Total club    | Total club    | 132   | 21    | 27     | 3     | 0     | 0      | 6             | 1             | 0             | 141   | 22    | 27     |
| Total carrera                   | Total carrera | Total carrera | 173   | 28    | 33     | 8     | 1     | 0      | 17            | 4             | 0             | 198   | 33    | 33     |

## Palmarés

### Títulos nacionales
| Título              | Club             | País           | Año  |
| ------------------- | ---------------- | -------------- | ---- |
| Torneo Finalización | América de Cali  | Colombia       | 2019 |
| Torneo Apertura     | América de Cali  | Colombia       | 2020 |
| Conferencia Oeste   | Portland Timbers | Estados Unidos | 2021 |